# Sepp Blatter
Joseph Blatter (Visp, 10 marzo 1936) è un dirigente sportivo svizzero.
È stato il presidente della FIFA, la massima organizzazione calcistica mondiale, dall'8 giugno 1998 al 21 dicembre 2015.

## Biografia
Si è laureato in Svizzera, a Losanna, prima di ottenere una laurea all'HEC Lausanne, la scuola di business affiliata all'Università di Losanna. Dal matrimonio con Liliane Biner ha avuto Corinne. In seguito sposò Barbara Kaiser, figlia dell'ex segretario FIFA Helmut Kaiser. A 59 anni si legò alla tennista polacca Ilona Boguska. La sua terza moglie è stata l'istruttrice di delfini Graziella Bianca. Dal 2014 ha una relazione con l'armena Linda Barras. Secondo El Mundo Deportivo, anni fa Blatter avrebbe avuto una relazione segreta con la modella Irina Shayk, in seguito compagna di Cristiano Ronaldo e, dal marzo 2015, dell'attore Bradley Cooper. Ha fatto parte del Comitato Organizzatore delle Olimpiadi estive 1972 e delle Olimpiadi estive 1976. Nel 2006 gli è stata consegnata la tessera di socio onorario del Real Madrid.

## Carriera

### Segretariato della FIFA

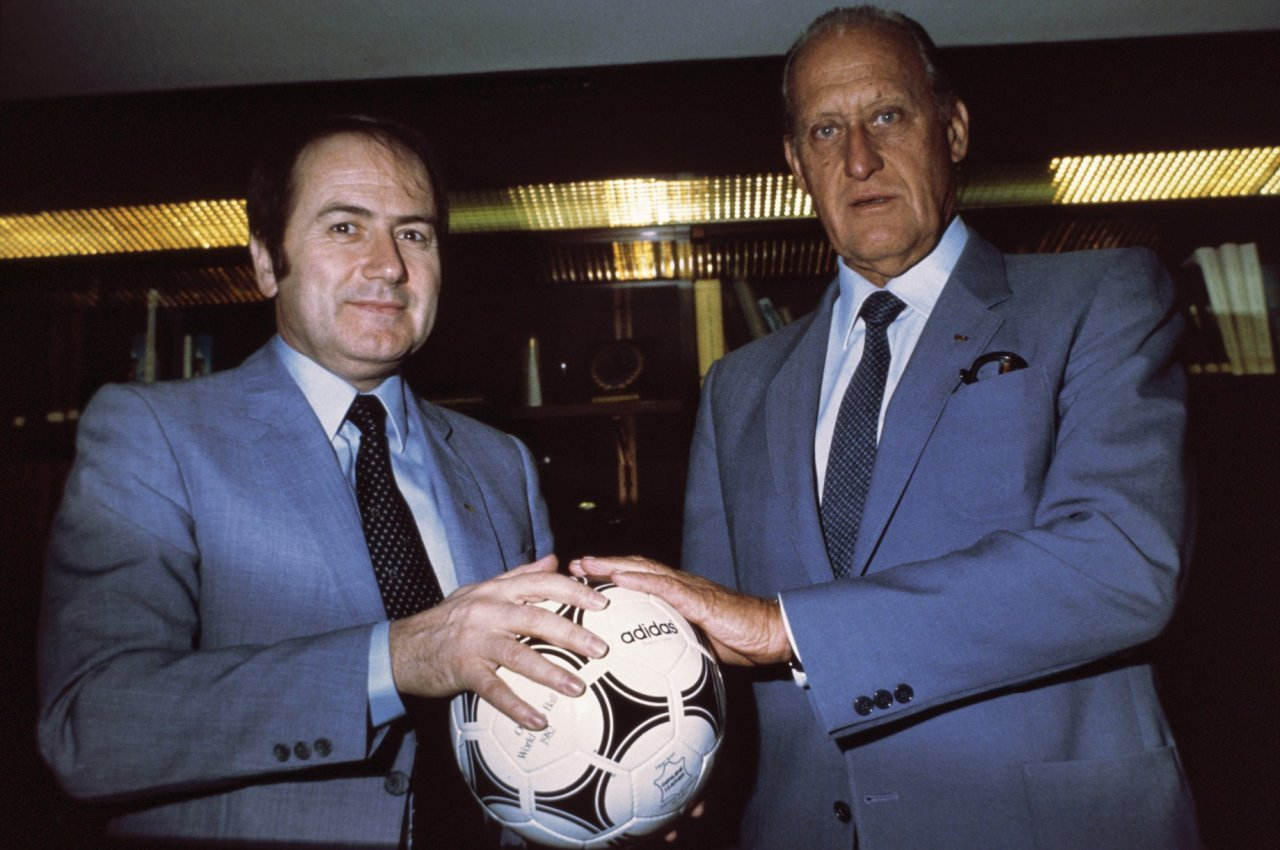
Joseph Blatter (a sinistra) e João Havelange nell'aprile del 1982.

Entrato nella FIFA nel 1977, è stato il direttore tecnico fino al 1981 e successivamente venne eletto segretario, carica che ha ricoperto fino al 1998, anno della sua elezione alla presidenza come successore del brasiliano João Havelange.
Sotto la sua spinta quale segretario della FIFA, e con il contributo fra gli altri anche dell'arbitro italiano Paolo Casarin, furono modificati alcuni aspetti delle regole del gioco del calcio e delle manifestazioni internazionali. Fra le più importanti:
- L'abolizione della possibilità, da parte del portiere, di prendere la palla con le mani su retropassaggio dei suoi compagni di squadra a partire dal 1º luglio 1992.
- L'introduzione dei tre punti-vittoria a partire dal Mondiale 1994.

Entrambe le decisioni avevano lo scopo di rendere più offensivo l'atteggiamento delle squadre, visto che queste ultime con le regole precedenti tendevano a chiudersi in difesa e accontentarsi del pareggio (queste proposte vennero formulate dopo il Mondiale 1990, in cui si notò che l'Egitto applicava sistematicamente il retropassaggio al portiere e puntava tutto sul pareggio).
Tra le decisioni prese durante la sua presidenza:
- L'impiego del golden goal prima e del silver goal poi durante i tempi supplementari; in entrambi i casi l'applicazione ha avuto carattere provvisorio ed è stata successivamente ritirata.
- La non qualificazione automatica per la successiva competizione mondiale della compagine campione del mondo, che ora deve invece qualificarsi come ogni altra nazionale (questa regola è entrata in vigore a partire dal Mondiale 2006).
- L'inasprimento delle pene per atti ritenuti immorali durante lo svolgimento stesso del gioco, come la simulazione, il "fallo da dietro" o il togliersi la maglietta dopo un gol.

Lo si ricorda anche per l'ostilità nei confronti della tecnologia in campo a sussidio degli arbitri (moviola in campo) durante le partite, impedendone qualunque tipo di diffusione.

### Presidente della FIFA

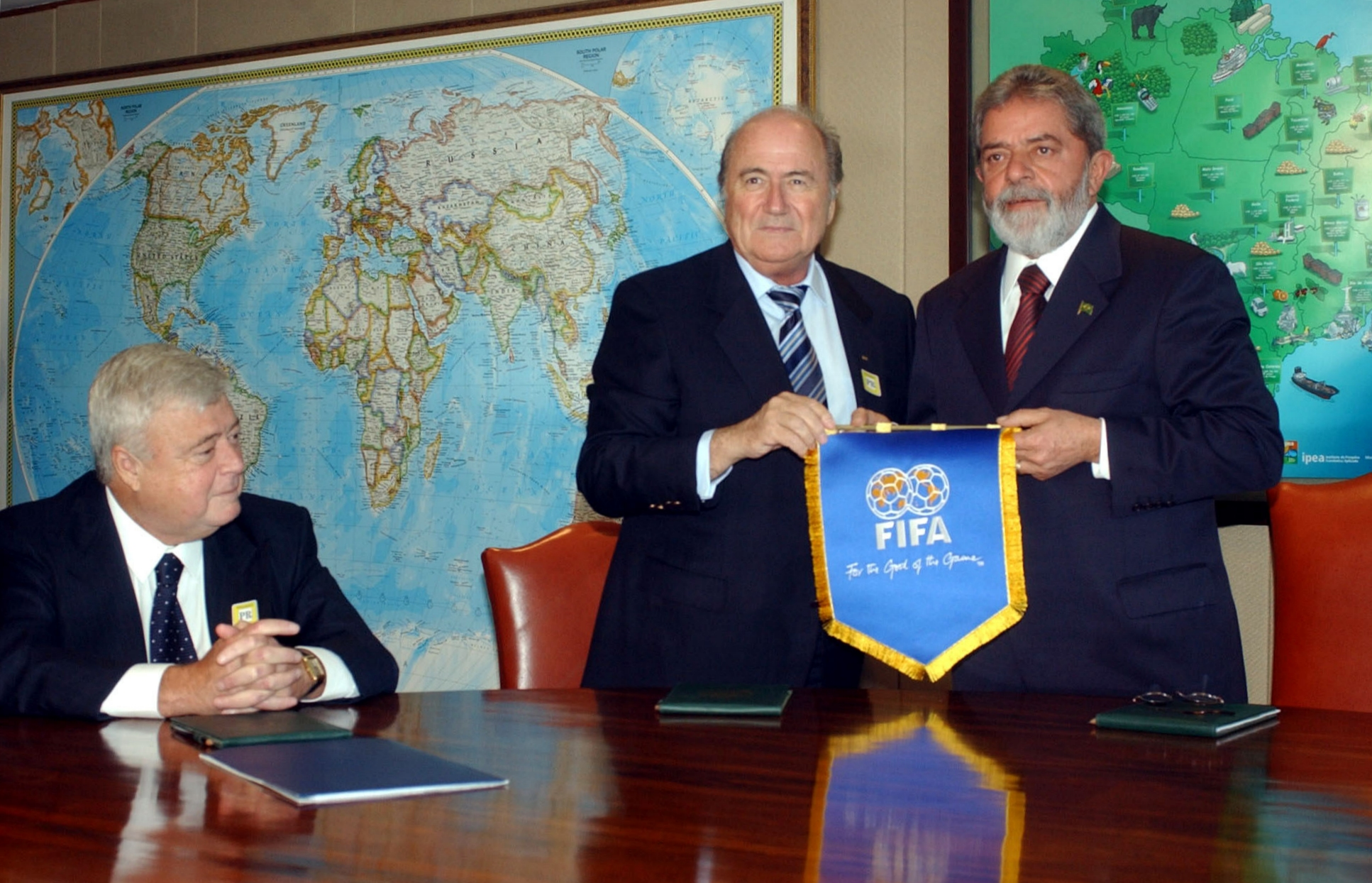
Joseph Blatter (al centro), Lula (a destra) e Ricardo Teixeira (a sinistra) nel settembre del 2006.

Viene eletto presidente della Fifa l'8 giugno 1998.
L'elezione del 1998 di Sepp Blatter alla presidenza della FIFA sul presidente della UEFA Lennart Johansson è avvenuta tra molte polemiche. Nel 2002 la candidatura di Blatter alla presidenza della Fifa è stata caratterizzata da voci di irregolarità finanziarie e brogli e si è conclusa con esplicite accuse di corruzione da parte del vicepresidente della Confederazione Africana del Calcio e presidente della Federcalcio somala, Farra Ado, che sosteneva di aver ricevuto un'offerta di 100.000 dollari per votare per Blatter nel 1998. Accuse anche da parte di Jack Warner, ex vicepresidente della Fifa ed ex segretario della CONCACAF che dichiara di aver appoggiato l'elezione di Blatter in cambio dei diritti televisivi dei mondiali di Francia nel 1998 al prezzo di 1 dollaro.
Tra gli altri episodi che lo hanno visto al centro di polemiche, c'è stata l'assenza alle premiazioni del Campionato mondiale di calcio 2006, sia al termine della Finale 3º e 4º posto, disputata a Stoccarda l'8 luglio 2006, sia al termine della Finale 1º e 2º posto tenutasi a Berlino il 9 luglio 2006. Per giustificare queste decisioni spiegò, in un primo momento, che aveva deciso di fare premiare le squadre semifinaliste ai dirigenti UEFA in quanto entrambe erano Nazionali europee; successivamente disse che aveva deciso così perché il giorno dell'inaugurazione del torneo (9 giugno a Monaco) tutto lo stadio l'aveva fischiato e insultato. Successivamente c'è stata una dichiarazione fatta il 30 ottobre 2006 sui mondiali di calcio 2006, nella quale affermava che l'Italia non meritava la vittoria ai mondiali, visto che, a suo giudizio, si era qualificata solo grazie ad un rigore regalatole contro l'Australia.
Il 18 novembre 2011, con un'altra delle sue irriverenti dichiarazioni, si è pronunciato circa il tema del razzismo sui campi da gioco, definendolo come una sciocchezza. A seguito dell'indignazione del mondo del calcio, che ne chiedeva a gran voce le dimissioni, Blatter ha chiesto scusa per i suoi commenti, proferendo di essere stato frainteso e confermando la sua volontà a non dimettersi.
Il 18 giugno 2013, commentando le proteste in corso in Brasile contro i costi della Confederations Cup in corso e dei mondiali in preparazione, Blatter ha minimizzato le manifestazioni in atto affermando che "il calcio è più importante dell'insoddisfazione delle persone", aggiungendo poi che "i manifestanti stanno usando la piattaforma del calcio e la presenza della stampa internazionale per ampliare la protesta".
Il 12 giugno 2014, a seguito della realizzazione del rigore che portò il Brasile in vantaggio per 2-1 sulla Croazia, Blatter fu sorpreso, in diretta televisiva, ad esultare. Lo stesso rigore fu causa di altre controversie, in quanto, nonostante l'opinione pubblica mondiale lo ritenesse un'invenzione dell'arbitro Yūichi Nishimura, Blatter difese quest'ultimo, alimentando ulteriori polemiche e malcontenti.
Il 29 maggio 2015 viene rieletto presidente. Dopo soltanto quattro giorni dalla sua rielezione, il 2 giugno annuncia le dimissioni dalla carica di presidente, che deteneva da quasi 17 anni, in seguito allo scandalo corruzione che ha colpito la FIFA pochi giorni prima con 7 dirigenti arrestati. L'8 ottobre viene sospeso per 90 giorni dal Comitato Etico FIFA per sospetta corruzione, in seguito alla scoperta di un pagamento di 2 milioni di euro versato a favore di Michel Platini nel 2011 per lavori svolti tra il 1999 e il 2002. Il 21 dicembre successivo il Comitato Etico FIFA lo giudica, insieme a Platini, colpevole di corruzione e condanna entrambi ad una squalifica di otto anni (in seguito ridotta a sei). Il 25 marzo 2025, la Corte Suprema svizzera ha confermato in via definitiva la loro assoluzione, dichiarando che il pagamento non costituiva reato.
Nel novembre 2017 è stato accusato di molestie sessuali dalla calciatrice statunitense Hope Solo, alla quale avrebbe toccato il sedere durante la cerimonia di consegna del Pallone d’oro nel gennaio del 2013. Blatter ha negato le accuse.

### Membro del CIO
Dal 1999 al 2015 è stato membro del CIO.